# Euxoa eruta
Euxoa eruta là một loài bướm đêm thuộc họ Noctuidae. Nó được tìm thấy ở Ý, Tây Ban Nha, Pháp, Đức, Đan Mạch, Fennoscandia, Áo, Thụy Sĩ, Hungary, Bulgaria, Cộng hòa Séc, Hy Lạp, Thổ Nhĩ Kỳ, Belarus, vùng Baltic, Xibia và từ miền trung Asia up to dãy núi Altay.
Sải cánh dài 29–38 mm. Con trưởng thành bay từ tháng 6 đến tháng 9.